# Li Tieguai
Li Tieguai (chiń. 李铁拐 lub 李鐵拐; pinyin Lǐ Tiěguǎi) – bóstwo chińskie, członek grupy Ośmiu Nieśmiertelnych.
Przedstawiany jest z żelazną laską. Według legendy był taoistycznym mistykiem. Pewnego razu jego dusza opuściła ciało, a uczniowie myśląc że ich mistrz umarł, spalili jego ciało. Gdy dusza Li powróciła i nie znalazła swego ciała wniknęła w ciało chromego żebraka.
Jego atrybutami są tykwa i kalabasa.